# Axel von Dänemark

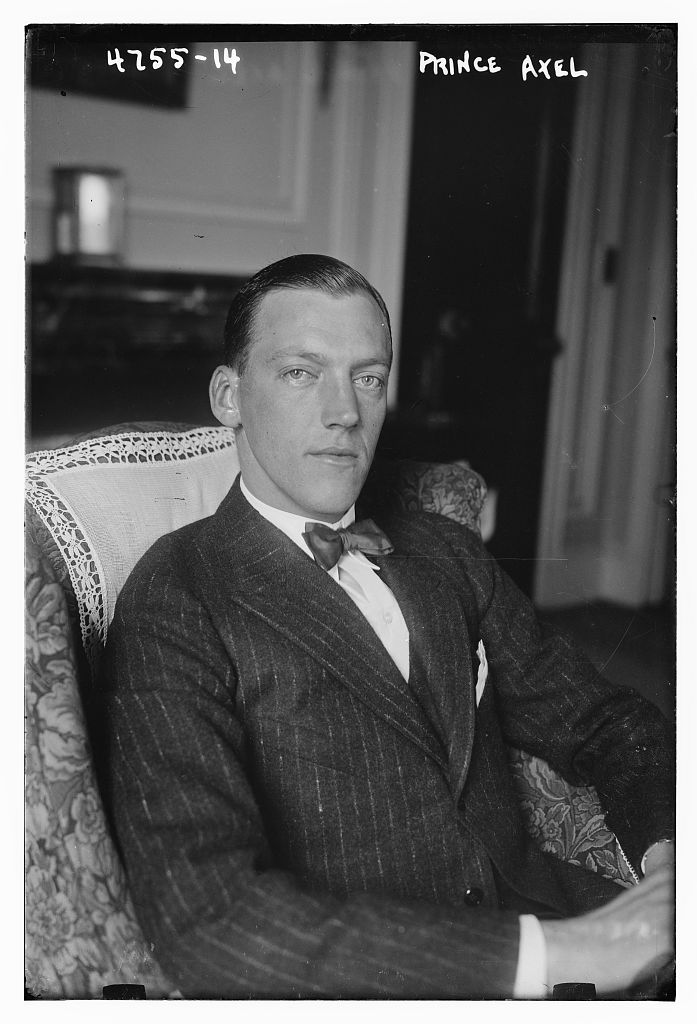
Axel von Dänemark

Prinz Axel Christian Georg von Dänemark (dänisch Prins Axel Christian Georg af Danmark; * 12. August 1888 in Kopenhagen; † 14. Juli 1964 ebenda) war ein Prinz von Dänemark.

## Leben

### Herkunft
Prinz Axel wurde am Sonntag, den 12. August 1888 in „Det Gule Palæ“ nah Schloss Amalienborg in Kopenhagen geboren. Er war der zweitgeborene Sohn von Prinz Waldemar von Dänemark aus dessen Ehe mit der französischen Prinzessin Marie d’Orléans. Sein Großvater väterlicherseits war König Christian IX.

### Ehe und Familie
Am 22. Mai 1919 heiratete Prinz Axel Prinzessin Margaretha von Schweden (Margaretha Sofia Lovisa Ingeborg; * 25. Juni 1899 in Stockholm; † 4. Januar 1977) in Stockholm. Sie war die älteste Tochter von Prinz Carl von Schweden, Herzog von Västergötland und der dänischen Prinzessin Ingeborg, einer Cousine von Prinz Axel. König Christian IX. war ihr gemeinsamer Großvater.
Prinz Axel und Prinzessin Margaretha bekamen zwei Söhne:
- Prinz Georg von Dänemark (* 16. April 1920; † 29. September 1986) heiratete 1950 Anne Ferelith Fenella Bowes-Lyon (Prinzessin Anne, 1917–1980), Enkelin des 14. Earl of Strathmore and Kinghorne, Ex-Gattin des Thomas William Arnold Anson, Viscount Anson (1913–1958);
- Prinz Flemming von Dänemark, später Graf von Rosenberg (* 9. März 1922; † 19. Juni 2002), heiratete 1949 die bürgerliche Ruth Nielsen.

### Militärische und berufliche Karriere
Prinz Axel war ausgebildeter Marineoffizier. Während seiner Karriere bei der dänischen Marine erreichte er verschiedene Dienstgrade, bis zum Admiral. 1908 wurde er Leutnant zur See (dänisch sekondløjtnant), 1909 Oberleutnant zur See (dänisch premierløjtnant), 1919 Kapitänleutnant (dänisch kaptajnløjtnant), 1922 Kapitän zur See (dänisch orlogskaptajn), 1931 Kommandant-Kapitän (dänisch kommandørkaptajn), 1935 Kommandant (dänisch kommandør), 1939 Konteradmiral (dänisch kontreadmiral), 1945 Vizeadmiral (dänisch viceadmiral) und 1958 Admiral (dänisch admiral).
1927 trat er der A/S Østasiatiske Kompagni (ØK) bei. International war das Handelsunternehmen als The East Asiatic Company A/S (EAC) bekannt. 1934–1953 saß er dort im Vorstand und 1938 wurde er Vorstandsvorsitzender des Unternehmens, nachdem sein Vorgänger H.N. Andersen 1937 starb.
Axel hatte großes Interesse an Flugsport, Autos und Sport. Er war Mitglied im Kongelig Dansk Automobilklub und hatte dort eine leitende Position.
Prinz Axel war einer der ersten Dänen, die eine Pilotenlizenz erhielten. 1930 wurde er Mitglied im Verein Danske Flyvere.
1932–1958 war Prinz Axel Repräsentant Dänemarks im Internationalen Olympischen Komitee.
Prinz Axel ist am Dienstag, den 14. Juli 1964 im Bispebjerg Hospital in Kopenhagen verstorben. Begraben wurde er im Bernstorffs Schlosspark in Gentofte.

## Titel und Ehrungen

### Titel
- 1888–1958: Seine Königliche Hoheit Prinz Axel für Dänemark (Hans Kongelige Højhed Prins Axel til Danmark)
- 1958–1964: Seine Königliche Hoheit Prinz Axel von Dänemark (Hans Kongelige Højhed Prins Axel af Danmark)

### Orden und Ehrenzeichen (Auswahl)
- 1906 Ritter des Elefanten-Ordens
- 1906 Dannebrogsmänner-Ehrenzeichen
- 1919 Ritter des Seraphinenordens (Schweden)
- 1947 Großkommandeur des Dannebrogordenen